# Зюзін Дмитро Юрійович
Дмитро́ Ю́рійович Зю́зін (рос. Дмитрий Юрьевич Зюзин; 21 жовтня 1987, м. Уфа, СРСР) — російський хокеїст, центральний нападник. Виступає за «Торос» (Нефтекамськ) у Вищій хокейній лізі. Кандидат у майстри спорту.
Вихованець хокейної школи «Салават Юлаєв» (Уфа). Виступав за «Салават Юлаєв» (Уфа), «Трактор» (Челябінськ), «Торос» (Нефтекамськ), ХК «Карлови Вари», «Металург» (Новокузнецьк), «Єрмак» (Ангарськ).
В чемпіонатах Чехії — 7 матчів (1+1).
У складі юніорської збірної Росії учасник чемпіонату світу 2005.

## Досягнення
- Чемпіон ВХЛ (2012).